# بارسيلونيس
بارسيلونيس (بالإسبانية: Barcelonés)‏ هي مقاطعة في كتالونيا، في إسبانيا، تقع في مقاطعة برشلونة، بلغ عدد سكانها 2,232,833  نسمة وذلك حسب إحصائيات سنة 2016، عاصمتها برشلونة، تبلغ مساحتها 145.8 كيلومتر مربع.

## الموقع
تشترك في الحدود مع:
- باش ليوبريغات
- فالس أورينتال
- فالس أوكيدنتل
- ماريسمى.

## التقسيمات الإدارية
- بادالونا
- برشلونة
- لوسبيتاليت دي يوبريغات
- سان أدريان دي بيزوس
- سانتا كولوما دي جرامانيت.